# Arhopala moelleri
Arhopala moelleri är en fjärilsart som beskrevs av De Nicéville 1884. Arhopala moelleri ingår i släktet Arhopala och familjen juvelvingar. Inga underarter finns listade i Catalogue of Life.